# Piton Textor
Pour les articles homonymes, voir Piton (homonymie).
Le piton Textor est un sommet de montagne de l'île de La Réunion, département d'outre-mer français dans le sud-ouest de l'océan Indien. Culminant à 2 165 mètres d'altitude, il est situé au nord de la dépression du Cassé en amont de la rivière des Remparts. Ce faisant, il relève de la commune du Tampon. À son pied, au sud, passent le sentier de grande randonnée GR R2 et la route forestière du Volcan, dont une courte bretelle dessert le sommet, où se trouve un pylône servant aux télécommunications et où une piste de décollage de parapente est aménagée.
Une messe des marcheurs y a lieu chaque année, l'édition du 31 juillet 2010 étant la cinquième en date.

## Ascension

### Depuis la plaine des Palmistes

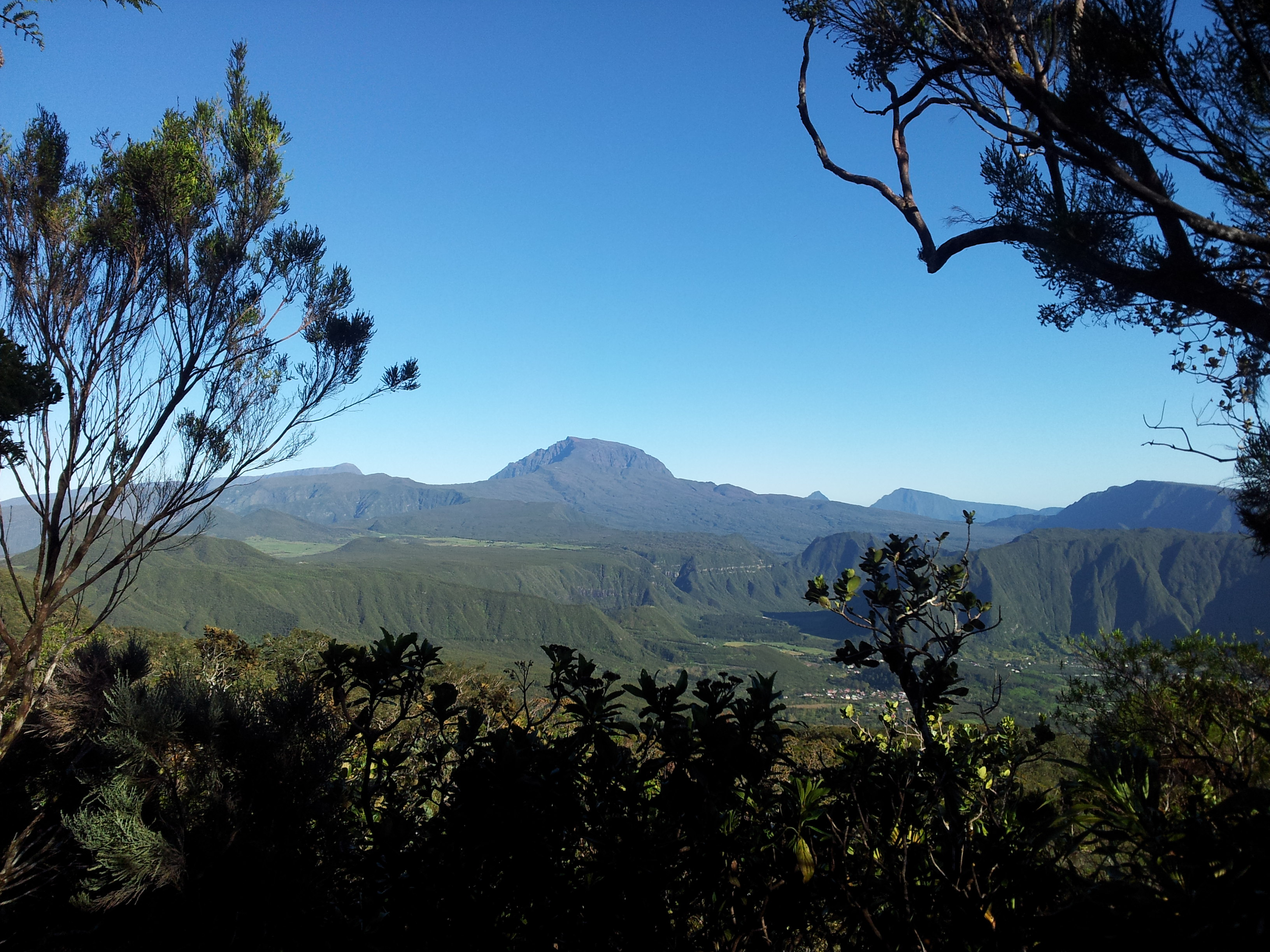
Le piton des Neiges depuis le sentier du piton Textor.

Ce sentier chargé d'histoire, puisqu'il a été emprunté par les premiers explorateurs du piton de la Fournaise, débute au parking de l'aire de pique-nique de Bras Piton à La Plaine-des-Palmistes, il s'enfonce immédiatement dans une forêt de cryptomérias avant de la quitter environ 45 minutes plus tard. Cette transition marque l'entrée dans le cœur du parc national de La Réunion classé au patrimoine mondial de l'Unesco. Le sentier progresse à travers une forêt tropicale de montagne sur trois kilomètres. Le trou du sentier du piton Textor peut être aperçu au détour d'un faux-plat après environ une heure de montée. L'arrivée à une ravine indique que le sommet n'est plus très loin d'autant plus que l'antenne-relais devient visible. Passé 1 800 mètres, la végétation change progressivement au profit d'une végétation altimontaine. L'arrivée au plateau marque la fin de l'ascension qui aura duré environ 2 h 30.

### Depuis la plaine des Cafres

#### Par le GR R2

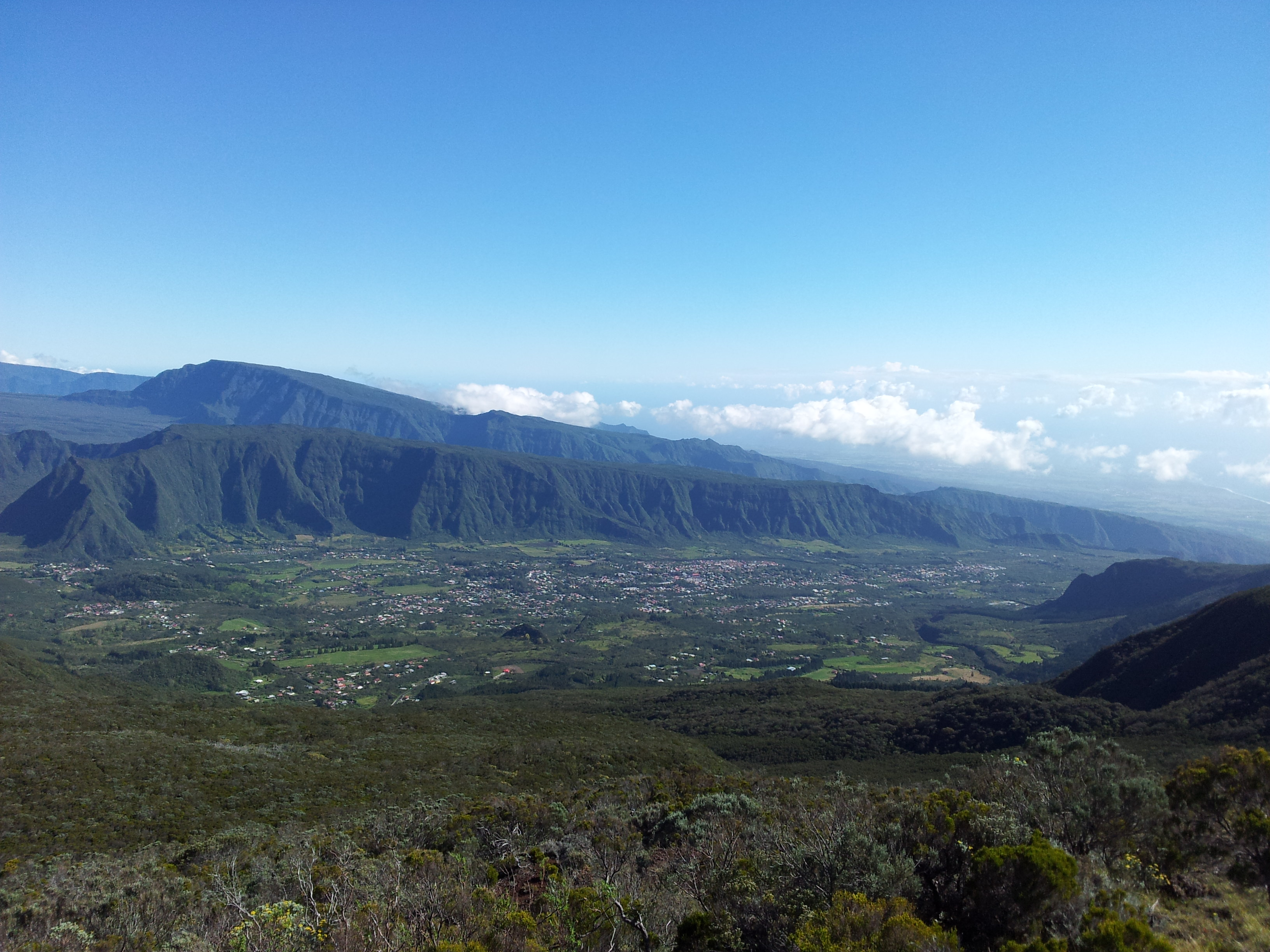
Vue sur La Plaine-des-Palmistes depuis le sommet du piton Textor.

Le sentier commence au bout de la route menant au champ de tir de la Grande Montée. Après quelques centaines de mètres il arrive à un croisement : à droite, la variante du GR R2 contournant le piton Rouge et passant par les pâturages, et à gauche le GR R2. Le sentier gravit en totalité le piton Rouge par son flanc nord avant de redescendre par son flanc est. Commence alors une partie très boueuse sur environ 1,5 kilomètre.  Après le passage du piton Misère et du piton des Herbes Blanches, il passe à proximité du lac de cratère du piton Argamasse ; 950 m plus loin l'ascension se termine, symbolisée par l'arrivée à la piste menant à l'antenne.